# Mikael Riddelius
Mikael Riddelius, född omkring 1695 i Lena, död 1720 i Skara, var en svensk musikledare och lärare.

## Biografi
Michael Jonae Riddelius var son till komministern i Lena Jonas M. Riddelius och Brita Myra. Han inskrevs 1712 i Göteborgs nation vid Uppsala universitet och blev rector cantus vid Skara katedralskola i december 1714 och tredje kollega 1719. Han ställde sina instrument oboe, basfiol och diskantfiol till "domkyrkans och ungdomens tjänst" och anhöll att hans ensemble skulle få ersättning. Han var gift med Anna Pihl.